# Asiagomphus melanopsoides
Asiagomphus melanopsoides е вид водно конче от семейство Gomphidae.

## Разпространение
Видът е разпространен в Северна Корея и Южна Корея.